# Lyderslev Sogn
Lyderslev Sogn er et sogn i Tryggevælde Provsti (Roskilde Stift).
I 1800-tallet var Frøslev Sogn anneks til Lyderslev Sogn. Begge sogne hørte til Stevns Herred i Præstø Amt. Hvert sogn dannede sin egen sognekommune. I 1962 gik både Lyderslev og Frøslev frivilligt ind i Boestofte Kommune, som ved kommunalreformen i 1970 blev indlemmet i Stevns Kommune.
I Lyderslev Sogn ligger Lyderslev Kirke.
I sognet findes følgende autoriserede stednavne:
- Boestofte (bebyggelse)
- Fællesskov (areal)
- Gevnø (bebyggelse, ejerlav)
- Gevnø Mark (bebyggelse)
- Højstrup (ejerlav, landbrugsejendom)
- Kobbelskov (areal)
- Lejestofte (bebyggelse)
- Lund (bebyggelse, ejerlav)
- Lyderslev (bebyggelse, ejerlav)
- Morreskov (bebyggelse, ejerlav)